# Раси Середзем'я
У даній статті перелічуються раси розумних істот легендаріуму Дж. Р. Р. Толкіна, що живуть чи жили у Середзем'ї. Деякі з них вимерли або покинули континент у давні часи.

## Раси Айнур

### Валар
Валар (квен. Valar — «Наділені Силою») — найменування великих айнурів створених Еру Ілуватаром, що увійшли в Еа на початку Часів і взяли на себе відповідальність оберігати і керувати Ардою. У Епоху Свічад оселились на острові Альмарен на Великому озері посеред Середзем'я. Через атаку найсильнішого вали — Родоначальника Зла Мелькора покинули Середзем'я і оселились у землі Аман на Заході Арди, де створили нев'янучу країну Валінор. У Середзем'ї вони з'являлись час від часу в Епоху Дерев (Яванна, Ороме, Улмо). Востаннє з'явились у Середзем'ї під час Війни Гніву. Надалі відкрито не виступали проти Саурона, щоб не завдати нових руйнувань Землі, а надіслали в Середзем'я істарі.

### Істарі
Майар надіслані у різний час валар з метою допомоги народам Середзем'я у боротьбі проти Саурона. Вони прийшли у подобі старих людей, що не вмирали, але старілися з роками, переобтяжуюсь турботами світу. Всього їх було п'ятеро — з них троє Олорін (Мітрандір або Ґандальф), Курумо (Курунір або Саруман) та Айвенділ (Радаґаст) діяли на північному заході Середзем'я і увійшли в історію краю, а двоє — Алатар і Паландо відійшли на схід і про них нічого невідомо (див. Люди Півдня та Сходу). Істарі відмовились від більшості з своїх сил, щоб не завдати шкоди Арді та її мешканцям. Саруман зрадив місію, намагаючись стати новим Темним Володарем замість Саурона (хоч насправді став його маріонеткою). Радаґаст відійшов від турбот за людей та ельфів, присвятивши свій час піклуванню про звірів та пташок. Лише Ґандальф виконав покладену на нього місію і повернувся у Валінор.

### Майар
Майар — менші айнури, що служать валарам, знаходячись у служінні комусь з валар і валіе. Вони допомагають валар у їх турботах про Арду. Більша частина їх має подобу людей, хоча декотрі з них прийняли подобу тварин (див. Орли Манве). Деякі з них перейшли на службу до Мелькора і наймогутнішим серед них був Майрон — один з майа Ауле, що став відомим як Саурон або Гортхаур. Також майар, що перейшли на службу Зла стали демонами (див. Балроґ) або лиходійськими істотами (Вовки-перевертні і, можливо, Дракони). У Другу та Третю Епоху до Середзем'я з метою допомоги народам у боротьбі з Сауроном були надіслані п'ятеро майарів-істарі.

## Безсмертні раси

### Енти або Пастирі Дерев
Енти або Онодріми також Пастирі Дерев — найдавніша раса істот Середзем'я створена Еру Ілуватаром на прохання валіе Яванни, щоб оберігати Дерева та інші рослини (Олвари). Енти першими пробудились в лісах Белеріанду на початку Епохи Дерев. Зустріч з ельфами, дала можливість ентам навчитись мови. Вони добре вивчали мови інших народів, хоч у переговорах між собою говорили своє довгою і повільною мовою (див. Ентіш). Після Війни Гніву чоловіки ентів оселились у лісах Еріадору, а жінки — у садах на лівому березі Андуїну. Внаслідок Війни Останнього Союзу сади ентиць (жінок ентів) були випалені армією Саурона, а самі жінки зникли безвісти (у своєму листі Толкін писав, що швидше за все вони також загинули). Чоловіки ентів залишились жити у лісі Фанґорн і брали участь у Війні Персня на боці сил Заходу. Тривалість життя ентів була необмежена, однак в міру старіння вони застигали, впадали в сон і перетворювались на дерева. Відтак, в Третю Епоху енти у Середзем'ї були зникаючою расою.

### Ельфи або Квенді (також Елдари)
Ельфи або Квенді (квен. Qwendi — «Ті що говорять голосами», «Мовці») — раса безсмертних істот створена Еру Ілуватаром (також має назву Старші Діти Ілуватара). Задум ельфів як раси пролунав у третій темі Музики Айнурів. Ельфи можуть загинути або зав'янути, але за волею Мандоса вони іноді повертаються в світ живих. Також вони можуть переносити рани, що для людей та інших істот можуть бути смертельними. Культура елдарів досягла високого рівня, особливо в тих що жили у Валінорі і мала великий вплив на культури інших рас: як -от люди, гноми, гобіти тощо. Ельфи пробудились на сході Середзем'я біля берегів озера Куївіенен в Епоху Дерев, коли над всіма континентами Арди світили тільки зорі. Тому і в пізніший час ельфи дуже любили зоряне небо. Велика мандрівка до світлої землі Аман розділила ельфів на різні народи. Так, аварі не схотіли йти на захід і лишились на берегах озера; ваньяри і нолдори дістались Аману і оселились у Валінорі та сусідньому з ним місті Тіріон; телері рухались дуже повільно і частина їх залишилась у Середзем'ї, ставши нандорами та синдарами, а інші все ж дістались землі Аман і оселились на острові Тол - Ересеа та місті Альквалонде на березі Елдамарської затоки. Викрадення Мелькором Сильмарилів спричинило вихід нолдорів з Аману, що став повстанням проти волі валарів, найгіршим проявом якого було братовбивство в Альквалонде. За це нолдори були прокляті валарами на нещастя і сльози. Кінець Епохи Дерев і Перша Епоха років Сонця пройшли у боротьбі ельфійських королівств Белеріанду проти Мелькора, в якій вони всі впали. У Війні Гніву брали участь ваньяри і нолдори Фінарфіна, що залишились у Амані. Телері перевезли їх на кораблях, однак у боях участі не брали, бо пам'ятали зло вчинене нолдорами в Альквалонде. Після війни більшість нолдорів повернулись на Захід і оселились на Тол-Ересеа.
У Другу Епоху нолдори, що лишились у Середзем'ї та синдари Белеріанду заснували королівства у Ліндоні, Ерегіоні та місцевостях згодом відомих як Лотлоріен і Морок-Ліс. Викуті ельфами Ерегіону Персні Сили стали знаряддям Саурона у поневоленні народів, проте три ельфійські перстені вони викували самостійно і вони не мали ніякого зла. У мінливому світі Арди Спотвореної Злом ельфи врешті втомлюються від безперервного повторення подій і вирушають на Захід до Безсмертних Земель, їм доступний Прямий Шлях у розділеному після падінні Нуменора просторі. Третя Епоха це повільне згасання високих ельфів Середзем'я, вони все більше живуть минулим і поволі залишають цей світ, вирушаючи за моря. Остаточне падіння Саурона і втрата сили трьох перснів лише посили це згасання, у останній рік Третьої Епохи (3021) останні з нолдор та їх нащадки покинули Середзем'я. Врешті, у звичайному світі ельфів лишились одиниці і вони майже не зустрічаються з людьми.

### Орли Манве
Докладніше Орли (Середзем'я).
Орли Манве — духи-майар Манве, що прийняли вигляд велетенських орлів. Після викрадення Сильмарилів і виходу нолдор вони оселились у Середзем'ї і допомагали ельфам у боротьбі з потворами Мелькора. Після Війни Гніву більшість орлів повернулась у Валінор, але дехто залишився у Середзем'ї, оселившись в Імлистих горах.

### Річкові діви
Річкові Діви — істоти що живуть у річках, струмках (подібно до водяних русалок). Можливо належать до майарів Володаря Вод Улмо (походження їх і належність до якоїсь з рас чітко не вказані). В творах Толкіна побіжно вказані лише дві Річкових Діви — дружина Тома Бомбаділа Золотинка (у деяких перекладах Золотниця) та її мати Водяниця. Згадуються у першій частині «Володаря Перснів» — «Братство Персня» та збірці віршів «Пригоди Тома Бомбаділа».

### Том Бомбаділ
Том Бомбаділ — найдавніший мешканець Середзем'я або Старійший, що оселився в Еріадорі задовго до пробудження ельфів і сходження Сонця та Місяця. Ельфи прозвали його Йарвеном Бен-Адаром (Безотчим Вітцем Заповідних Земель), гноми — Форном, дунедайн Арнору — Оральдом. Це був дивний давній дух у подобі чоловіка, що жив у Пралісі на схід від Ширу і був настільки могутнім, що навіть чари Персня Саурона не діяли на нього. Можливо, це був дикий майар Яванни, який настільки любив Середзем'я, що залишився в затемненому краї після загибелі Великих Свічад. Том Бомбаділ двічі врятував гобітів Фродо, Сема, Меррі та Піппіна; вперше звільнивши Меріадока і Переґріна з лап Дядька Іви, а вдруге звільнивши від духів Могильників Тірн-Ґортад.

## Проміжні раси

### Напівельфи
Напівельфи — діти народжені від шлюбів ельфів та людей. Оскільки син Берена і Лутіен Діор був народжений вже після повернення їх з-за моря (коли Лутіен відмовилась від безсмертя), його не можна віднести до напівельфів. Напівельфами були син Туора та Ідріль Келебріндаль Еаренділ, а також його діти (народжені в шлюбі з Ельвінг) Елрос і Елронд. Після Війни Гніву синам Еаренділа дали можливість обирати расу з якою вони пов'яжуть своє життя. Елронд обрав ельфів і з часом набув слави наймудрішого серед них, ставши членом Білої Ради. Елрос обрав людей, ставши правителем наймогутнішого з людських королівств Нуменор. Він прожив п'ятсот років, проте як і всі люди врешті-решт покинув матеріальний світ. Також до напівельфів відноситься Ельдаріон син Елесара і Арвен, що правив Арнором і Ґондором після батька, однак його життя було життям людини.

## Смертні раси

### Гобіти
Докладніше гобіти.
Гобіти — раса невеликих схожих на людей істот, з порослими шерстю ніжками, завдяки чому вони не носять ні чобіт, ні черевиків. Походження (можливо гобіти належать до однієї з людських рас, хоч самі вони це заперечують) і час пробудження невідомі, бо давні ельфійські легенди розповідають, головним чином про ельфів, а людські — про ельфів і людей, мало звертаючи увагу на інші народи. Тому найдавніші відомості про них відносяться до кінця першого — початку другого тисячоліть Третьої Епохи. У той час були відомі три племені гобітів — лісовики (біляки) — прийшли в Еріадор з півночі, лапітупи (мохноступи) та стурси, котрі прийшли з долини Андуїну. Найдавніші гобітські поселення зникли, крім Брі та Четбору, де вони живуть разом з людьми. Близько 1600 року брати Марчо і Бланко з Брі отримали від короля Артедайну Аргелеба ІІ грамоту на землі між Білими пагорбами та Барандуїмським мостом Кам'яних луків, давши початок країні Шир, де оселилась основна маса населення гобітів. Частина хватів повернулась у долину Андуїну, де займалась рибальством. З цього племені походив власник Персня Смеагол (більш відомий як Голум). Однак, до кінця Третьої Епохи вони всі зникли. Переселились вони в інше місце чи вимерли — невідомо.
Завдяки участі гобітів у подіях Війни Персня увага інших народів до них значно зросла. Середня тривалість життя гобітів складає сто років, проте серед них є і довгожителі як тан Ширу Геронтіус Тук (Старий Тук — прожив 130 років) та Більбо Торбин (прожив не менше 131 року).

### Ґноми (Кгазад, Наугріми)
Докладніше Ґноми (Середзем'я).
Ґноми (самоназва Khazad; синд. Naugrim) — раса невисоких коренастих істот, що жили під землею. Гноми були виведені валаром Ауле, що з волі Ілуватара отримали власне феа (душу). Ауле створив Сім Праотців ґномів, що стали вождями Семи Народів. З них у легендаріумі Толкіна найчастіше згадується наймогутніший — народ Довгобородів, котрими правили нащадки одного з Праотців Дьюріна Безсмертного. Ґноми пробудились в різний час у різних місцевостях. Від Ауле та деяких ельфійських майстрів вони навчились ковальському мистецтву і в ньому було мало рівних їм. Своїй майстерності та мові кгуздул вони не навчали чужинців. Ґноми дуже люблять золото та інші коштовності чим привертають увагу драконів, що грабують їх. У Другу Епоху від ельфів Ереґіону та з рук самого Саурона ґноми отримали Сім Перснів, однак зробити їх своїми рабами Темний Володар не зміг і з часом три з них він відібрав назад (інші спалили дракони). Ґноми живуть близько трьохсот років, але все одно лишаються смертними як і люди. Куди ґноми відходять після смерті невідомо, однак вони вірять що їх творець Ауле збирає їх у окремих чертогах Мандоса, готуючи для них окрему роль у майбутньому переоблаштуванні світу.

### Велетні
Велетні — раса у Середзем'ї. Походження і тривалість життя невстановлені. Чи є добрими, чи лиходійськими істотами також невідомо. Згадуються кілька разів у повісті «Гобіт або Туди й Звідти», уперше як кам'яні гіганти в Імлистих горах, що під час нічної грози кидали один в одного каміння; вдруге — як істоти, що вигнали з Імлистих гір предків Беорна.

### Люди
Докладніше Люди (Середзем'я).
Люди (англ. Men) — друга раса істот створених з ініціативи самого Еру Ілуватара і тому називаються Молодшими Дітьми Ілуватара. Також ельфи назвали їх атанами (аданами та едайн) — Другим Народом, гілдорами — Послідовниками, апанонарами — Другородними; енгварами, Хворобливими та фірімарами, Смертними; а також Загарбниками, Чужоземцями, Незбагненними, Самоклятими, Деспотичними. Тими що бояться ночі, Дітьми Сонця. На відміну від ельфів, долі людей не пов'язані зі світом і вони покидають його. Цей дар Ілуватара люди згодом нарекли прокляттям, оскільки відходили у невідомість з якої ніхто не повернувся, окрім Берена (але той не розповідав нічого про місце з якого він повернувся). Люди пробудились у Гілдоріені на сході Середзем'я після сходження Сонця на небі. Невдовзі поплічники Моргота розшукали їх і той потайки вийшов з Анґбанда і звабив людей до поклоніння йому як божеству. Однак, частина людських племен згодом відкинула поклоніння йому і прийшла до Белеріанду. Це були три племені що називались едайн або адани. Разом зі східнянами племен Бора (що також перейшли на бік елдарів) та і Улфанга Чорного (що все одно служили Морготу, хоч попервах приховували це) вони стали відомі як люди Першої Епохи. Після Війни Гніву адани отримали в нагороду острів Еленна, де постало найвеличніше з людських королівств Другої Епохи Нуменор. Мешканці Нуменора або дунедайн отримали дуже довге життя в порівнянні з іншими народами людей, але все одно залишились смертними. Туга за безсмертям і заповідними землями Заходу стала причиною затьмарення більшості нуменорців, що закінчилось загибеллю острова і всіх його мешканців, крім Вірних Нуменорців, що його вчасно покинули. У Середзем'ї вірні заснували королівства Арнор і Ґондор. Також на півдні в Гараді та Умбарі лишились чорні нуменорці, що стали вклонятися злу. Третя Епоха була часом розквіту і занепаду Арнору і Ґондору, що прийняли на себе вістря боротьби сил Ворога. Водночас, це був час посилення інших племен людей як — от рогірими, беорнінги, мешканці Дейла та Езгарота, котрі також виступали на боці сил Заходу. Інші ж народи людей ще в Другу Епоху перейшли на бік Зла (Див. Люди Півдня та Сходу).
Четверта Епоха що настала після знищення Персня і остаточного згину Саурона була часом людей і повільним згасанням інших рас Середзем'я. Однак, для дунедайн, як і для елдарів це був занепад, роки їх життя ставали все коротшими, а самі вони поволі розчинились серед менших народів.

### Люди— Перевертні
Єдиним родом людей — перевертнів, що згадуються у творах Толкіна про Середзем'я, були Беорн та його нащадки. Вони вміли перевтілюватись у великих чорних ведмедів. Походження роду Беорна було невідоме, за одними даними це були ведмеді, за іншими — люди. Беорн та його нащадки були господарями земель між Великою Рікою Андуїн та Морок — Лісом, а також вождями народу, що мешкав у тому краї і за ім'ям вождя та його нащадків носив назву беорнінги. Так чи інакше, але за тривалістю життя Беорн належав до звичайних людей і у час, що описується у «Братстві Персня» вождем беорнингів уже був його син Ґрімбеорн Старий.

### Хуорни
Докладніше Хуорни.
Хуорни або Гворни — раса велетенських деревоподібних істот, споріднених з ентами, наділених розумом і здатністю пересуватись. Одні хуорни були деревами, що пробудились внаслідок сприятливих умов (волога та догляд ентів), інші — старими ентами, що здерев'яніли. Переважна частина їх жила у лісі Фанґорн і один (Дядько Іва) у Пралісі. Без догляду гворни ставали злими і ворожими до чужинців. Разом з ентами вони брали участь у Війні Персня на боці Рогану.

## Раси, виведені Владиками Зла Мелькором і Сауроном

### Вампіри
Вампіри — раса велетенських кажанів, що пили кров. Одна з цих потвор Тгурінґветіль була зв'язковою між Морґотом і Сауроном, літаючи від Тол-ін-Ґаурот до Анґбанда. У її подобі Лутіен увійшла в Анґбанд. Раса кажанів — вампірів існувала і в пізніші часи. Так, напередодні Битви П'яти Армій (грудень 2941 р.), армію орків Больґа та варгів супроводжувала хмара кажанів, котрі летіли так щільно, що затулили Сонце.

### Варґи
Докладніше Варги (Середзем'я).
Варґи — велетенські вовки, що живуть в лісах біля Імлистих гір та долин Андуїну. На відміну від вовків — перевертнів є великими звірами, а не оберненими на вовків духами. Варги — найближчі союзники орків і разом з ними беруть участь у набігах на людські поселення на околицях Рованіону.

### Вовки-перевертні або вовкулаки
Вовки-перевертні або вовкулаки — одні з духів майар, що перейшли на бік Мелькора і той дав їм тілесну подобу велетенських вовків. Вперше з'явились на землях Белеріанду в Епоху Дерев. Після захоплення Тол — Сіріона Саурон завів на острові вовкулаків і тому він став називчатись Тол — ін — Гаурот (Острів Вовкулаків). Один з цих вовків зжер супутників Берена та Фінрода Фелаґунда, що були схоплені Сауроном і ув'язнені в підвалах фортеці Мінас -Тіріт. Фінрод убив вовкулаку, але й сам помер від отриманих ран. Ватажком їх був велетенський вовк Драунґлуін — жахлива потвора, що віддавна служила злу. Коли Лутіен наблизилась до воріт Тол — ін — Гаурот Саурон вислав Драуґлуіна, однак гончак Гуан з Валінора здолав його. У подобі Драуґлуіна Берен вирушив до воріт Анґбанда.
З поріддя Драуґлуіна Моргот виростив одне щеня, годуючи його живою плоттю. Цей велетенський вовкулака отримав імення Кархарот (Червона Паща) або Анфауґлір (Пожадливі Щелепи). Саме Кархарот перестрів Берена й Лутіен і зжер здобутий Сильмарил разом з долонею Берена. Камінь обпік нутрощі вовкулаки, і той помчав стрімко на південь, нищачи все перед собою. Зрештою він прибіг у Доріат і ельфи Маблунґ, Белеґ Міцнолукий, король Елу Тінґол, Берен Ерхаміон і Гончак Гуан влаштували полювання на звіра. У бою з вовком Берен отримав смертельні рани, також був смертельно поранений і гончак Гуан, але він — таки зміг убити звіра. З розпоротого черева Кархарота було витягнено Сильмарил та руку Берена.
Після Війни Гніву частина вовків — перевертнів уціліла і згодом повернулась на службу до Саурона. Наприкінці Третьої Епохи Саруман оселив частину вовкулаків у Ізенґарді.
Після невдалої спроби переходу через перевал над Карадрасом, при поверненні у Ерегіон, Хранителі Персня були атаковані вовками — перевертнями. Ватажка та кількох вовкулак вразили стріли Леґоласа, а підпалені Ґандальфом падуби стримали натиск звірюк. Коли зійшло сонце виявилось, що тіла убитих звірів безслідно зникли.

### Дракони
Докладніше Дракони (Середзем'я).
Дракони — раса велетенських рептилієвидних істот виведених Морґотом у Першу Епоху для боротьби з нолдорами. Походження достеменно не встановлене. Можливо, це були одні з багатьох духів — майар, що перейшли на бік Мелькора і той надав їм змієподібну подобу. Найсильніший і найнебезпечніший вид драконів — урулокі (вогнедишні дракони праотцем яких був Ґлаурунґ Золотий) та їх нащадки урулокі рамалокі (вогнедишні крилаті дракони до яких, зокрема, належали Анкаґалон Чорний та Смоґ Золотистий), що брали участь у знищенні ельфійських королівств Белеріанду (Таргеліон, Нарґотронд, Ґондолін) та спаленні міст Дейл та Езгарот і захопленні ґномівських чертогів у Ереборі (дракон Смоґ Золотистий). Менш активними були холодні дракони з Еред — Метрін (Сірі гори), до яких належав, зокрема, дракон Ската. Також у незавершених творах Толкіна згадуються феалокі (дракони — світляки) та лінгвалокі (морські або риби — дракони). Дракони пережили падіння Морґота і, за словами Толкіна, жили у набагато пізніші епохи, вже як самостійні істоти.

### Орки (гобліни і урук— хайї)
Докладніше Орки (Середзем'я), Уруки (Середзем'я).
Орки (англ. Orks; синд. Irch) — раса потворних і огидних істот створених Мелькором. З усіх злодіянь Темного Вали це було найбільше, оскільки він вивів їх з упійманих ельфів, перетворених на потвор чарами і катуванням. Орки ненавиділи і боялись свого володаря, зрештою, вони ненавиділи весь світ і між собою точили постійні чвари, що нерідко переходили у бійки та вбивства. Своєї власної мови вони не мали, а запозичували слова з інших мов, творячи найгрубіші діалекти та жаргони (настільки різноманітні, що дуже часто сусідні орди не розуміли одне одного). Орки були основною силою армій Мелькора та Саурона. За своєю жорстокістю і вигадливістю тортур вони перевершували інших лиходійських істот Ворога. Орки важко переносили сонце, світло якого викликало в них головні болі й запаморочення.
У Війні Гніву загинуло чимало орків, однак частина їх все — таки вціліла, заховавшись у дальніх печерах найдальших гір. Ґобліни Імлистих гір були змалілими і ослаблими нащадками орків Мелькора. У повісті «Гоббіт або Туди й Звідти» також згадуються гобґобліни, але чим вирізнявся цей вид орків не зазначено. Також у Мордорі жило плем'я орків — карликів, котрих великі називали снаґами (у перекладі з чорної говірки «снаґа» означає раб). У Темні роки Саурон для своїх рабів вигадав чорну говірку, але після його падіння у Війні Останнього Союзу цю мову орки забули (хоч і запозичили з неї багато слів як — от «гхаш» вогонь).
Близько 2475 р. Т. Е. з'являється новий вид орків відомий як урук — хайї — вони були значно вищими від інших і не боялись сонця. Після своєї зради Саруман також прийняв на свою службу орків (великих мордорських уруків), хоч про це тривалий час ніхто не знав. Схрестивши горян сірого краю з орками, він вивів потворних напіворків — напівлюдей, що вірно служили йому і брали активну участь в окупації Ширу.

### Тролі
Докладніше Тролі (Середзем'я).
Тролі (англ. Trols; синд. Torog) — раса велетенських істот виведених Мелькором у Епоху Дерев, що були пародією на ентів. З яких істот витворив їх Темний Вала залишається невідомим (скоріш за все ними стали якісь тварини). Загалом це були грубі похмурі створіння зі слабким розумом, що розмовляли примітивною мовою. Будь — якої соціальної організації в них не було, тролі жили по — одинці або групами. Сонячне світло перетворювало їх на каміння. Саурон навчив їх деяким здібностям, що вони могли засвоїти та з допомогою чар надав їм можливість мислити. Навчившись мові Вестрон від орків, вони використовували її спрощені форми.
У Третю Епоху Саурон вивів нову породу тролів, що могли переносити сонце — це були олог — хайї. Говорили вони мало і темною говіркою прийнятою в Барад -Дурі. Дехто вважав їх великим різновидів орків, але за своїм зростом, будовою тіла та примітивним складом розуму олог — хайї нічим не нагадували орків. Усього в легендаріумі Толкіна згадуються сім різновидів тролів: кам'яні, гірські, снігові, олог — хайї, пагорбові, багатоголові та печерні, а також напівтролі з Далекого Гараду.

## Раси, що стали на бік Зла

### Балроґи
Докладніше Балроґ.
Балроґи або валараукари — вогненні духи — майар, що у прадавні часи перейшли на бік Мелькора і стали демонами. Балроґи були наймогутнішими (після Саурона) слугами Морґота, у бою з ними не міг встояти навіть наймогутніший воїн. Ватажком їх був Ґотмоґ, що вбив ельфійських королів Феанора, Фінґона та знатного ельфа Ектеліона з Ґондоліна. У бою з Ектеліоном Ґотмоґ також загинув. Майже всі балроґи згинули у Війні Гніву, але деяким з них вдалось заховатись у глибоких печерах, як — от балрог Морії, вбитий Гендальфом 25 січня 3019 р. Т. Е.

### Гігантські павуки з нащадків Унголіанти
Докладніше Павуки (Середзем'я).
Гігантські павуки — раса лиходійських істот породжених темрявою. Праматір'ю їх була велетенська павучиха Унґоліанта, що виплодила безліч цих павуків у землі Нан — Дунґортеб у Белеріанді. Останньою дитиною Унґоліанти була павучиха Шелоб. Після Війни Гніву вцілілі павуки втекли до земель Середзем'я і тривалий час переховувались у печерах та прихованих гірських долинах (як — от та сама Шелоб, що оселилась у печері на перевалі Кіріт-Унґол на вершинах Ефел — Дуат (Похмурі гори)). З появою Саурона у Дол-Ґулдурі велика популяція павуків оселилась у Морок — Лісі.

### Люди Півдня та Сходу
Докладніше Люди (Середзем'я)#Люди Півдня та Сходу.
Люди Півдня та Сходу — народи Гараду, східняни (істерлінги) Руну, вар'яги Кханду та інші людські племена Сходу з середини Другої Епохи потрапили під владу Саурона. Незважаючи на тиранічний характер його правління, вони вважали Темного Владику богом, бо він навчив їх кувати метали, виготовляти міцну зброю і будувати кам'яні великі міста. Наприкінці Другої Епохи до них додались чорні нуменорці зваблені Сауроном, що сповідували запроваджений ним кривавий культ Мелькора. Чорні нуменорці також були вправними у темних чарах (згадати хоча б дружину короля Ґондору Таранонна Фаластура Берутіель, що добре знала чорну магію). Навіть після падіння Саурона у Війні Останнього Союзу ці народи продовжували зберігати йому відданість так що місія істарі Алатара і Паландо, покликаних підняти бунт проти Темряви у цих краях, зазнала невдачі.
У Війні Персня ці люди здійснили атаку на Мінас — Тіріт та Дейл і Еребор навесні 3019 р. Т. Е. Також відомо що після знищення Перстеня гарадріми та східняни продовжували чинити запеклий опір, оскільки надто довго перебували під темрявою і ненавиділи все що ототожнює Захід.

## Неживі істоти (примари)

### Назґули
Докладніше Назґули та Король-Чаклун.
Назґули (чорн. говір. Nasgul — Носій Персня) також улайри (Примари Персня) — дев'ять людей — великих воїнів та володарів, що отримали від Саурона людські перстені. Якщо з ґномами Темний Володар зазнав невдачі (ґноми не стали служити Злу, хіба що перстені зробили їх жадібнішими до золота і коштовностей), то поневолити людей у нього вийшло. Власники дев'яти перстенів отримали дуже довге життя і практично необмежену владу над людьми, однак, в міру використання перснів з добрих чи поганих намірів, всі вони, хто раніше хто пізніше, перетворились на Примар. Примари Персня (також їх звали Живі Мерці) були найнебезпечнішими з рабів Саурона. Самий лише доторк до них був небезпечним, а рани завдані чаклунською зброєю назґулів (якщо поруч не знаходилось дуже вмілого лікаря) завжди були смертельними. З усіх дев'яти людей, що стали улайрами відоме ім'я лиш одного з них — чорного істерлінга Кгамула. Щодо інших назґулів відомо тільки те що троє з них походили зі знатних нуменорських родів. Ватажок назгулів був більш відомий як Володар Анґмару, він пережив падіння свого королівства у 1977 р. Т. Е., втікши до Мордора. За передбаченням ельфа Ґлорфіндела, не руці воїна дано було вбити його. Король—Чаклун згинув навесні 3019 р. Т. Е. під час битви на полях Пеленнора, у поєдинку з роганською принцесою Еовін та зброєносцем короля Теодена Меррі Брендібаком. Інші вісім назґулів згинули 25 березня 3019 р. Т. Е., після знищення Єдиного Персня.

### Народ Мертвих з Білих Гір
Докладніше Привиди (Середзем'я).
Мертві або Клятвопорушники — духи вимерлого народу, що мешкав у Білих горах у Другу Епоху. Володар цього народу разом з усіма його підданими приніс клятву вірності Ісілдурові, яку порушив, злякавшись міці Саурона. За це Ісілдур прокляв їх, сказавши що ні королеві, ні його народу не буде спокою доки вони не сповнять свою клятву. Тривалий час уночі мешканці Гондору та Рогану бачили тіні Мертвого народу. Коли король Рогану Бреґо та його син Балдор намагались дослідити шлях від міста — фортеці Дунхарґ, що вів крізь Білі Гори, вони натрапили на старого який відповів їм що цей прохід закрито, бо він належить мертвим, що недремно стережуть його. Більше старий нічого не сказав їм, бо коли вони наблизились він був уже мертвим. На бенкеті присвяченому зведенню Медусельда Балдор похвалився, що піде Шляхом Мертвих і наступного дня пішов і вже ніхто ніколи його не бачив.
Його останки були знайдені навесні 3019 р. Т. Е. Араґорном та його супутниками, що пройшли цим шляхом, з метою закликати Мертвих до сповнення даної обітниці. Слідом за ними йшло військо Мертвих, що супроводжувало їх до Пеларгіра, де розгромило умбарських піратів, котрі вдерлись у порт. Після цього Араґорн, вважаючи клятву сповненою, відпустив Народ Мертвих.

### Нежить з Могильників Тірн— Гортад
Нежить (у деяких варіантах перекладу Умертвії) — душі загиблих воїнів Кардолану, Рудауру і Артедайну викликані лиходійськими чарами короля Анґмару. Оселились у Курганах Тірн—Ґортад після епідемії чуми 1636 р. Т. Е., коли вимерло населення селища людей Курганів. Будучи привидами, ці істоти мали фізичну оболонку. Саме через наявність нежиті королеві Артедайну Аравалу у 1850-ті рр. Т. Е. не вдалося знов населити Могильники Тірн-Ґортад.
Нова поява Предводителя Назгулів у серпні 3018 р. Т. Е. розбурхала нежить, що була налаштована виконати будь — який наказ свого повелителя, котрий колись викликав їх у цей світ. При переході крізь Могильники Фродо, Сем, Піппін та Меррі потрапили в зачарований туман і були схоплені нежиттю, що затягнула їх у поховання останнього кардоланського принца. З могильника їх виручив Том Бомбаділ, якого піснею прикликав Фродо. Він розігнав привидів і звільнив гобітів. У похованні він знайшов коштовності, що розкидав по траві зі словами: «Хто знайде людина, ельф чи птаха той і володій, аби лишень не лиходій» та мечі які він подарував гобітам.